# Kings Never Die
Singles de Eminem
Phenomenal
(2015) Walk on Water
(2017)
Singles par Gwen Stefani
Spark the Fire
(2014) Used to Love You
(2016)
Kings Never Die est une chanson du rappeur américain Eminem en duo avec Gwen Stefani, sortie en single en 2015. C'est le second extrait de la bande originale du film La Rage au ventre (Southpaw).

## Contexte
Shady Records et Eminem ont été approchés par Kurt Sutter pour leur demander de produire une bande sonore pour le film La Rage au ventre sorti en 2015. Eminem a quatre chansons sur la bande sonore, dont deux réalisées en collaboration avec Bad Meets Evil. L'autre single de la bande sonore réalisé par Eminem est, Phenomenal. La chanson est officiellement sortie le 10 juillet, lorsque la piste audio est déposée sur YouTube. Le 29 juillet, une vidéo avec les paroles est publiée sur YouTube.
Cette chanson évoque le fait qu'Eminem soit un roi du rap alors que beaucoup de personnes lui demandent de se retirer ; il dit qu'il ne prendra pas sa retraite et qu'il gardera sa place.

## Critique
Alors que la chanson devait sortir officiellement le 24 juillet, elle fuite sur Internet le 3 juillet 2015, suivie d'une réponse positive de la part des critiques. Lars Brandle de Billboard a déclaré à propos de la chanson « est un gros effort avec des relents de colère, [mais] pas vraiment un tube [et] mérite absolument d'être écouté » Rap-Up Magazine pensait que la chanson était un « hybride triomphant de rap et de rock avec des vers servis à une cadence infernale ».

## Listes des pistes
Téléchargement numérique
1. Kings Never Die (featuring Gwen Stefani) – 4:56

## Classements et ventes
Kings Never Die intègre le Billboard Hot 100 le 1er août 2015 entrant à la 80e place. Il y a eu environ 35 000 exemplaires vendus par téléchargement, et 1,2 million d'écoutes par streams.
| Pays / classement (2015)                       | Meilleure position |
| ---------------------------------------------- | ------------------ |
| Australie (ARIA)                               | 62                 |
| Canada (Canadian Hot 100)                      | 51                 |
| France (SNEP)                                  | 184                |
| Royaume-Uni (UK Singles Chart)                 | 82                 |
| Royaume-Uni - R&B Chart (OCC)                  | 22                 |
| États-Unis (Hot 100)                           | 80                 |
| États-Unis - Hot R&B/Hip-Hop Songs (Billboard) | 23                 |
| États-Unis - Hot Rap Songs (Billboard)         | 19                 |